# Monaeses cinerascens
Monaeses cinerascens là một loài nhện trong họ Thomisidae.
Loài này thuộc chi Monaeses. Monaeses cinerascens được Tord Tamerlan Teodor Thorell miêu tả năm 1887.